# Bernd Schneider
Bernd Schneider (17. studenog 1973.) je bivši  njemački  nogometaš. Uglavnom je igrao kao vezni igrač, ali mogao je igrati bilo gdje na lijevoj i desnoj strani.

## Osobni život
Schneider i njegova supruga Carina imaju 7-godišnju kći, Emely i sina Giovanni.

## Trofeji
Klub
- UEFA Liga prvaka: Drugoplasirani 2001-02
- Bundesliga: Drugoplasirani 1999-2000, 2001-02
- DFB-Pokal: Drugoplasirani 2001-02, 2008-09

Reprezentacija
- FIFA Konfederacijski kup: treće mjesto 2005
- Svjetsko prvenstvo u nogometu: Drugoplasirani 2002
- Svjetsko prvenstvo u nogometu: Treće mjesto 2006

## Vanjske poveznice
- Leverkusen who's who
- Statistika
- Službena stranica